# Nyiredy Géza (miniszteri tanácsos)
Nyiredy Géza (Kolozsvár, 1894. május 19. – Budapest, 1968. május 5.) földművelésügyi államtitkár, miniszteri tanácsos.

## Életútja
Nyiredy Géza a nagy múltú, székely nemesi, unitárius családban született Nyiredy Géza kolozsvári főgimnáziumi igazgató és felsőbencédi Benczédi Zsuzsána (1872–1891) házasságából.
1912-ben fejezte be tanulmányait és tett érettségi vizsgát a kolozsvári Unitárius Kollégiumban, s még ebben az évben megkezdte tanulmányait a kolozsvári egyetem jogi karán. Egyetemi évei alatt Merész Károllyal közösen a Kolozsváron megjelenő Szemle című irodalmi és társadalmi folyóiratot szerkesztette. Zászlósként szolgált az első világháborúban, de 1917-ben a tizedik isonzói csatában sebesülést szenvedett a lábán. 1918-ban avatták a jogtudományok doktorává. Friss diplomásként a Földművelésügyi Minisztériumban helyezkedett el. Előbb Budapesten, majd Kolozsváron töltött be felelős posztokat.
Unitárius hitét aktívan gyakorolta: alelnöke volt az egykori Dávid Ferenc Egyletnek, tagja volt az Egyházi Főtanácsnak, 1949-től 1966-ig Magyarországi Unitárius Egyház előadó titkára és az Unitárius Élet című egyházi lap szerkesztője volt.
1920-ban vette feleségül az első világháború k. u. k. tábornokának, a przemyśli hősnek, Arlow Viktornak a második leányát, Arlow Ilonát (1899–1984), házasságukból három fiú gyermekük született: Szabolcs (1922–2005), Géza (1924–1990) és Zsolt (1934–).

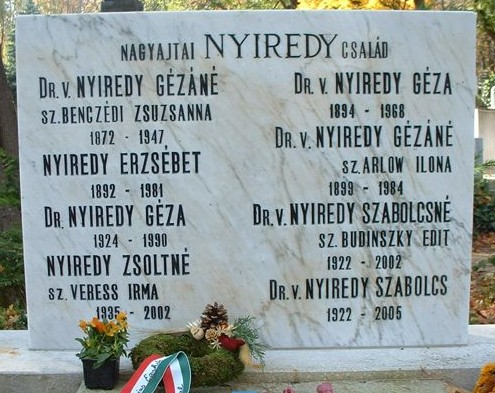
A nagyajtai Nyiredy család sírja a budapesti Farkasréti temetőben